# Almo
Almo är en bebyggelse i Siljansnäs socken, Leksands kommun i Dalarna. Före 2015 räknades bebyggelsen som en separat småort för att 2015 räknas ingå i tätorten Alvik.
Almo ligger vid västra stranden av Alviken (160-161 m ö.h.), en vik av Siljan, och cirka 2 kilometer sydväst om Siljansnäs kyrkby. I söder ligger grannbyn Alvik. Almoån flyter strax söder om byn och mynnar i Alviken. Byn har av länsstyrelsen pekats ut som riksintresse ur bevarandesynpunkt, på grund av sin relativt väl bevarade klungby och bibehållet bygatusystem.

## Historia
På byns marker, mellan bydelen Backen och Almoåns mynning, finns fyndigheter av skärvsten och avslag som troligen härrör från en stenåldersboplats. Fler och rikare boplatslämningar finns i grannbyn Alvik. Det finns också rikligt med järnslagg efter primitiv järnframställning i byn.
Äldsta kända omnämnande av byn är från 1539, då tre skattebönder omnämns. Älvsborgs lösen 1571 upptar 9 bönder i byn, varav många ovanligt rika. År 1669 anges 10 hushåll enligt mantalslängden, medan en karta från samma tid anger 12 gårdstecken, 7 söder och 5 norr om Almoån. 1766 hade byn vuxit till hela 41 hushåll och 1830 fanns det 49 hushåll. Vid storskiftet på 1820-talet fanns 45 gårdar i byn - 25 i vänstra delen av byn, 14 i bydelen "Backen", 3 vid bron och 3 i byns nordöstra del. År 1896 upptar mantalslängden 70 hushåll.
Karl-Erik Forsslund skriver på 1920-talet om Almo att "det är kanske den ålderdomligaste av byarna (i Siljansnäs socken) och har de mest välbärgade bönderna, 70 gårdar, kvarn och såg vid Almoån."